# Karl Guthe Jansky
Karl Guthe Jansky, född 22 oktober 1905 i Oklahomaterritoriet, död 14 februari 1950 i Red Bank, New Jersey, var en amerikansk forskare inom radiokommunikation.
Jansky fick anställning hos Bell Telephone Laboratories 1928. Bell ville undersöka om det var möjligt att använda sig av kortvågsvåglängder (10–20 m) för radiotelefonförbindelser över Atlanten. Jansky fick uppdraget att undersöka om det fanns statiska störningskällor, som kunde omöjliggöra detta.
Jansky byggde en antennanläggning för att ta emot radiosignaler med en frekvens på 20,5 MHz vilket motsvarar 14,6 m våglängd. Antennen var monterad på ett vridbart bord så att det skulle vara möjligt att fastställa riktningen till en störande radiokälla. Hans anordning döptes av kollegorna till ”Janskys karusell”.
Efter att ha registrerat signaler från alla möjliga riktningar konstaterade Jansky att det fanns tre typer av signaler:
1. åskväder på nära håll
2. åskväder på långt håll
3. ett svagt stadigt brus av obekant ursprung

Jansky bestämde sig för att grundligare undersöka källa 3. Han fann att signalens styrka steg och föll varje dag och han började misstänka att signalen kom från solen. 
Efter några månader märkte han att den klaraste signalen började avvika från solens läge, och signalen upprepades inte med 24 timmars mellanrum utan med 23 timmar och 56 minuters. Detta är karakteristiskt för fixstjärnor och andra objekt fjärran från vårt solsystem. Han lyckades så småningom  1931 lista ut att strålningen kom från Vintergatan och från mitten av Vintergatan från ett område i stjärnbilden Skytten.
Efter detta ville Jansky få möjlighet att noggrannare undersöka Vintergatan, men Bell ansåg sig ha fått klart för sig att det inte skulle vara några problem med överföringen av tal på de tänkta våglängderna, och Jansky fick andra arbetsuppgifter och kom aldrig mera att syssla med radioastronomi.
Många vetenskapsmän blev mycket intresserade av Janskys upptäckt, men eftersom detta var under den stora depressionperioden hade inga observatorier råd att ta upp den funna tråden och bearbeta den.
Jansky har hedrats med att få en fysikalisk enhet för brusflödestäthet uppkallad efter sig med definitionen
1 Jansky (Jy) = 10−26 W · m² · Hz−1
Solbruset är emellertid så starkt att man funnit det praktiskt att vid solstudier använda en större enhet, SFU (solar flux unit):
1 SFU = 10−22 W · m² · Hz−1 = 10 000 Jy.